# HD 99109
Shama eller HD 99109 är en ensam stjärna belägen i den södra delen av stjärnbilden Lejonet. Den har en skenbar magnitud av ca 9,10 och kräver ett mindre teleskop för att kunna observeras. Baserat på parallaxmätning inom Hipparcosuppdraget på ca 20,0 mas, beräknas den befinna sig på ett avstånd på ca 160 ljusår (ca 50 parsek) från solen. Den rör sig bort från solen med en heliocentrisk radialhastighet på ca 33 km/s.

## Nomenklatur
HD 99109 tilldelades namnet Shama på förslag av Pakistan i kampanjen NameExoWorlds under IAU:s 100-årsjubileum. Shama är en urdu-litterär term som betyder en liten lampa eller eld. 

## Egenskaper
HD 99109 är en orange till gul underjättestjärna av spektralklass G8/K0 IV. Den har en massa som är ca 0,9 solmassor, en radie som är ca 0,9 solradier och har ca 0,7 gånger solens utstrålning av energi från dess fotosfär vid en effektiv temperatur av ca 5 000 - 6 000 K.

## Planetsystem
Planeten HD 99109 b  har en omloppsbana som är jämförbar i excentricitet med planeten Mars i solsystemet men har en massa som är minst en halv Jupitermassa. Stabilitetsanalys visar att exoplaneter i jordstorlek kan ha stabila banor i planetens Trojanpunkter, placerade 60 grader före och bakom planetens position i dess omloppsbana.
| Planet | Massa           | Halv storaxel (AE) | Siderisk omloppstid (d) | Excentricitet | Inklination | Radie |
| ------ | --------------- | ------------------ | ----------------------- | ------------- | ----------- | ----- |
| b      | >502 ± 0,070 MJ | 1,105 ± 0,065      | 439,3 ± 5,6             | 0,09 ± 0,16   | -           | -     |